# Argentero de Brézé
Argentero de Brézé (1727-1796) fue un militar, aristócrata y escritor al servicio del rey de Cerdeña.

## Biografía
Giovachino Bonaventura Argentero, conocido como marqués de Brézé, por la tierra que erigieron por su marquesado a su favor su familia por letras en 1685 registradas en la Cámara de Cuentas y el Parlamento de París el 23 de julio y 5 de agosto de 1686, y el origen de Brézé viene del fallecido en 1351, quien fue Señor de La Varenne y el primer marqués Michel de Drux-Brézé (1699-1754), coronel , brigadier de infantería en mayo de 1741, teniente general en 1744, Comandante del rey en Tournay en 1745 comandante en jefe en Flandes y Hainaut.
Argentero de Brézé tuvo varios cargos en la milicia, como coronel y ayudante general de la caballería y de dragones al servicio del rey de Cerdeña Carlos Manuel III de Cerdeña, segundo hijo del rey de Cerdeña, de la Casa de Saboya, Victor Amadeo II de Cerdeña, quien subió al trono en 1730 después de la abdicación de su padre uniéndose a Francia y a España, que habían proyectado aniquilar la Casa de Austria. Carlos Mnauel II a la cabeza de las tropas confederadas hizo la conquista del Milanesado, venciendo a los imperiales en la batalla de Guastalla y consiguió en recompensa el Novarais y algunos feudos del Imperio y la promesa de algún aumento del territorio. Posteriormente Carlos Manuel III tomó partido por la reina de Hungría contra Francia y España apoderándose de Modena, después Mirandola, desplegando grandes talentos militares, pero perdiendo 5.000 homdres en Coni (1744), renunció desde esa época a la guerra consagrando todos sus esfuerzos al alivio de los pueblos.
Argentero de Brézé trató de una operación militar con el barón Karl Freiherr vom Stein en 1792, célebre ministro de Estado de Prusia, presidente de "domaines" en Münster, nombrado ministro de finanzas en 1804 tras la muerte del conde de Strueense y director general de impuestos especiales, comercio y fábrica, calificado por Francia como el provocador del gabinete de Berlín en 1806, y ayudó fuertemente al esfuerzo aliado y fue nombrado en 1813 administrador de todos los países alemanes ocupados por las tropas de la Coalición, y en 1814 asiste al Congreso de Viena, encargado de la organización futura de Alemania, publicando "Administration centrale des allies sous la direction du Baron de Stein".
Argentero de Brézé, como escritor militar dejó varias obras escritas como las siguientes: "Reflexiones sobre los prejuicios militares", "Observaciones históricas y críticas sobre los Comentarios de Jean Charles de Folard y sobre la caballería", militar y escritor llamado el "Vegecio francés", cuyas ideas sobre la estrategia militar son el sistema de columnas y el orden profundo, quien obtuvo Folard reputación en Europa por su obra "Histoire de Polibie, avec Commentaires", París, 1727-30, 6 vols. in-4.º, siendo el primer tomo de sus observaciones históricas y críticas de loscomentarios de Folard muy eruditas y el segundo los juicios del príncipe de Ligne, y una obra de veterinaría "Ensayo sobre las caballerizas..".
Argentero de Brézé también dejó escritas obras de química recogidas en la Academia de las Ciencias Turín, escritas en francés, como la "Descripción de tres máquinas físico-químicas" , "Análisis de las aguas minerales de Casteletto" o "Análisis de la agua sulfurosa de Lu, en Montferrat".

## Obras
- Reflexions sur les préjugés militaires, Turin, Reycende,1774.
- Observations historiques et critiques sur les Commentaires de Folard et sur la cavalerie, Turin, 1772, 2 vols. in-8.º
- Essai sur les haras,...., Turin, 1765, in-8.º.
- Analyse des eaux minérales de Casteletto
- Adorno de Sint-Genis,..., Tomo III, 1798.
- Description de trois machines physico-chimiques, Turin, Reycendi, 1784, in-4.º.
- Analyse de l'eau sulfureuse de Lu, en Montferrat tomo IV, 1790